# Franz Károlyi

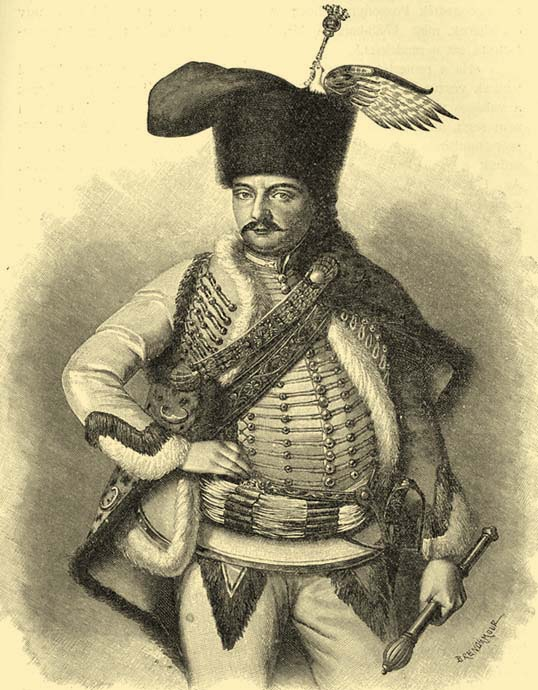
Franz Károlyi

Franz Graf Károlyi von Nagykároly (ungarisch Nagykárolyi gróf Károlyi Ferenc; * 20. Juli 1705 in Olcsva; † 14. August 1758 in Nagykároly) war ein ungarischer Adeliger, Gutsbesitzer, Obergespan von Sathmar und General der Kavallerie.

## Herkunft

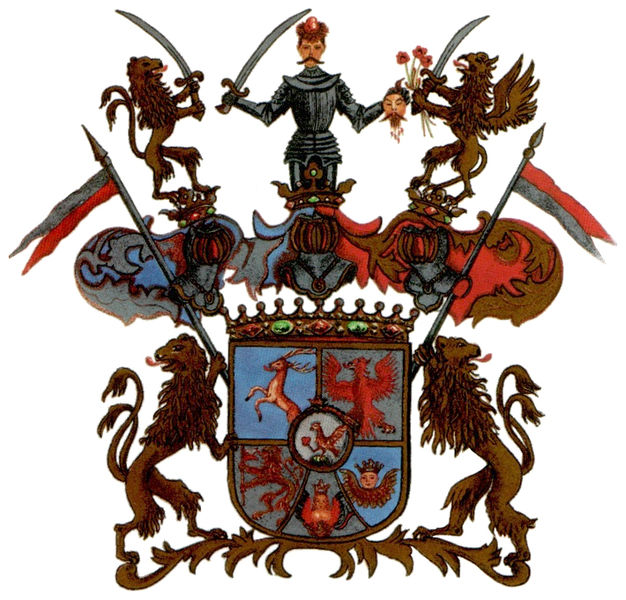
Wappen der Károlyi von Nagykároly

Franz Károlyi entstammte aus dem ungarischen Adelsgeschlecht der Károlyi von Nagykároly, einem der ältesten, reichsten und berühmtesten Ungarns. Die Károlyis führen sich auf den ungarischen Stammesfürsten Kund (auch Künd bzw. Kend) zurück, einen der sieben Heerführer der Magyaren zur Zeit der Landnahme. Ihr Stammsitz war ab 1482 das in Oberungarn jenseits der Theiß im Sathmarland gelegene Schloss Károlyi in Nagykároly (heute Carei, Rumänien).

## Leben
Károlyi wurde am 20. Juli 1705 in Olcsva als Sohn von Alexander Károlyi (* 1669; † 1743) und dessen Ehefrau Christine Barkóczy (* 1671; † 1729) geboren. Mit 16 Jahren erhielt er am 24. Juli 1721 von seinem Vater Alexander die erbliche Obergespanswürde des Komitats Sathmar und war damit Oberhaupt dieser Verwaltungseinheit im Königreich Ungarn. Er entschied sich für eine militärische Laufbahn und wurde am 13. April 1734 von Kaiser Karl VI. zum Kommandeur des von seinem Vater errichteten Károlyi-Hussarenregiment ernannt und nahm am Polnischen Thronfolgekrieg teil. 1737 kämpfte er mit seinem Regiment im Russisch-Österreichischen Türkenkrieg und wurde zum Generalmajor befördert. Ab 1738 war er Eigentümer der Károlyi-Hussaren und wurde für seinen Einsatz im Österreichischen Erbfolgekrieg am 3. September 1745 zum General der Kavallerie und zum Geheimen Rat ernannt.
Neben seiner Tätigkeit als Feldherr beschäftigte er sich mit literarischen Arbeiten, schrieb mehrere Bücher und übersetzte mehrere Werke vom Französischen ins Ungarische.
Franz Károlyi starb am 14. August 1758 mit 54 Jahren in Nagykároly (deutsch Großkarol; heute Carei, Rumänien). Sein einziger Sohn Anton Károlyi (ungarisch Károlyi Antal) erbte seine Güter und Reichtümer. Die letzte Ruhe fand er in der Familienkrypta der Károlyi in Kaplony (deutsch Kaplau; heute Căpleni, Rumänien). Dem Trauerfeier wohnten über 10.000 Menschen bei.

## Rezeption
Franz Károlyi war ebenso, wie sein Vater Alexander für seine wohltätigen Leistungen bekannt und zeigte eine Vorliebe für Wissenschaften. In Nagykároly (deutsch Großkarol; heute Carei, Rumänien) ließ er zu diesem Zweck 1755 eine Druckerei errichten und erbaute eine Kirche in Tótmegyer (deutsch Obermarkt; heute Palárikovo, Slowakei).

## Ehe und Nachkommen
Franz Károlyi heiratete Gräfin Christine Csáky. Das Paar hatte fünf Kinder:
- Alexander Károlyi, jung verstorben
- Michael Károlyi, jung verstorben
- Anton Károlyi (* 1732; † 1791) ⚭ Freiin Josepha von Harruckern
- Franziska Károlyi ⚭ Graf Josef von Starhemberg
- Barbara Károlyi ⚭ Graf Szapáry

## Werke
- Accusata et defensa Sanctorum Cyrilli et Friderici innocentia. Tyrnau 1721.
- A szent Bibliában lévő historiák tanulásának igen könnyű módja a közönséges és nevezetesebb konciliomok. Nagykároly 1757.
- A szent Bibliában lévő historiák s arra megkivántató idő szám tábláknak rövid summája. Nagykároly 1758.